# Roja
Roja er en mindre havneby og centrum for Rojas novads i landskabet Kurland i det vestlige Letland med cirka 2500 indbyggere (2015). Byen ligger ved Rigabugten, hvor floden Roja udmunder – 37 kilometer fra byen Talsi og 126 kilometer fra Letlands hovedstad Riga.
Byen nævnes første gang i skriftlige kilder fra 1387, hvor Rigas biskop kundgjorde byen som en havn og handelscentrum. I det 16. århundrede var Roja én af tre havne, som bystyret i Riga havde givet tilladelse til at udskibe varer til udlandet. I det 20. århundredes anden halvdel var Roja Talsis distrikts næststørste by.
I 2009 var Roja Letlands syvendestørste havn efter godsmængde. I byen er der mellemskole, musik- og kunstskole, børnehave, kulturcentrum, bibliotek, havfiskerimuseum og sportcenter.